# Mary Agnes Donoghue
Mary Agnes Donoghue (* 26. März 1943 in Queens, New York) ist eine US-amerikanische Drehbuchautorin und Filmregisseurin. Bekannt wurde sie durch Kinofilme wie Biete Mutter – suche Vater, Freundinnen, Weißer Oleander, Die Journalistin oder Jenny’s Wedding.

## Leben und Karriere
Mary Agnes Donoghue wurde 1943 in Queens geboren. In den 1980er Jahren wandte sich Donoghue dem Filmgeschäft zu. Der Regisseur Glenn Jordan verfilmte 1984 ihr erstes Hollywood-Drehbuch unter dem Titel Biete Mutter – suche Vater, eine romantische Komödie mit Richard Dreyfuss, Susan Sarandon und Nancy Allen in den Hauptrollen. Es folgten in den 1980er, 1990er und 2000er Jahren weitere Drehbücher für Filme wie Freundinnen mit Bette Midler und Barbara Hershey, den Goldie-Hawn-Thriller Getäuscht von Regisseur Damian Harris, das Peter-Kosminsky-Filmdrama Weißer Oleander in der Besetzung Michelle Pfeiffer, Renée Zellweger und Robin Wright oder im Jahre 2003 Joel Schumachers Filmbiografie Die Journalistin, in der Cate Blanchett und Colin Farrell in den Hauptrollen agierten.
Bei den beiden Kinoproduktionen Sommerparadies mit Melanie Griffith und Don Johnson sowie der Katherine Heigl Kinokomödie Jenny’s Wedding verfasste Donoghue nicht nur das Drehbuch, sondern nahm 1991 und 2015 auch selbst auf dem Regiestuhl Platz.
Von 1996 bis zu seinem Tod im Jahr 2012 war sie mit dem Schriftsteller und Journalisten Christopher Robbins verheiratet.

## Filmografie (Auswahl)

### Drehbuchautorin
- 1984: Biete Mutter – suche Vater (The Buddy System)
- 1988: Freundinnen (Beaches)
- 1991: Sommerparadies (Paradise)
- 1991: Getäuscht (Deceived)
- 2002: Weißer Oleander (White Oleander)
- 2003: Die Journalistin (Veronica Guerin)
- 2015: Jenny’s Wedding
- 2017: Beaches (Fernsehfilm)

### Filmregisseurin
- 1991: Sommerparadies (Paradise)
- 2015: Jenny’s Wedding

### Filmproduzentin
- 1991: Getäuscht (Deceived)
- 2015: Jenny’s Wedding